# Илларионов, Иосиф Кузьмич
Ио́сиф Кузьми́ч Илларио́нов  (11 апреля 1898, Булдеево Чебоксарского уезда — 29 сентября 1977, Чебоксары) — геолог, кандидат геолого-минералогических наук (1942), доцент (1949).

## Биография
Родился 11 апреля в 1898 году в деревне Булдеево Воскресенской волости Чебоксарского уезда (ныне Цивильский район). 

В 1916 году сдал экстерном экзамены на звание учителя народной школы. Одновременно с отцом в начале 1917 года был мобилизован в армию. С некоторыми перерывами с 1917 по 1922 год находился на военной службе в РККА. После демобилизации из армии один год работал воспитателем детдома для голодающих детей Поволжья, где воспитывались в основном дети из Чувашии. Будучи на военной службе по вечерам учился в Московском практическом институте народного образования (ПИНО) и весною 1923 года его окончил. Осенью того же года поступил и в 1930 году окончил геологический факультет Московского государственного университета. 

9 мая 1926 года на заседании Общества изучения местного края И. К. Илларионов выступил с докладом «Геологическое строение Чувашкрая». Его доклад стал первой попыткой систематизировать имеющиеся материалы по геологии Чувашии. 

В 1925—1931 годах ещё студентом Иосиф работал научным сотрудником НИИ петрографии и минералогии МГУ, затем в Научном институте по удобрениям под руководством профессора Я.В. Самойлова. В эти же годы начал участвовать в геологических экспедициях по Чувашской АССР. Осенью 1927 года по инициативе Совнаркома и ЦИК республики в Чебоксарах было проведено представительное совещание по вопросам разведки полезных ископаемых. В нём приняли участие академик А.Е. Ферсман и другие видные учёные из Москвы. После совещания была организована большая геологическая партия, руководителем которой назначен И. К. Илларионов.

В 1931—1933 годах Илларионов И. К. — старший геолог Нижегородского районного геологического управления, в 1933—1935 годах — заведующий геологическим сектором Чувашского НИИ промышленности. Под руководством Илларионова И. К. были определены запасы сырья для Чебоксарского и Ивановского кирпичных заводов, выявлены источники подземных вод (в том числе минеральных), проведены геологические съёмки левобережья Суры, разведка стекольных песков на левой стороне Волги, даны инженерно-геологические заключения под строительство Канашского вагоноремонтного завода, Дома Советов и школы в Чебоксарах и т.д. 

С 1935 года Илларионов И. К. на педагогической работе:  преподаватель в Чувашском (1935—1947), Тамбовском (1947—1953) государственных педагогических институтах, Воронежском государственном университете (1953—1959). 

Более полувека посвятил он исследованию геологии, полезных ископаемых, инженерно-геологических и гидрогеологических условий Чувашии. Им опубликовано 8 книг и монографий, более 70 научных статей, которые до сих пор не потеряли своей актуальности и используются учёными-геологами и практиками.

### Достижения
Внёс  существенный вклад в изучение геологического строения Чувашии, её полезных ископаемых, инженерно-геологических и гидрогеологических условий. 

По рекомендации возглавляемой И. К. Илларионовым группы еще в 1939 году было выбрано место для створа будущей Чебоксарской ГЭС. Он создал геологические карты районов Чувашии, нефтеносных участков на юго-западе республики, провёл геологические исследования месторождений фосфоритов и горючих сланцев в Чувашии, поиск и разведку известняков и доломитов в Урмарском и Козловском районах Чувашии, трепелов, формовочных песков, карбонатных пород, обнаружил сероводородные и другие источники.

## Награждён
Почётной грамотой Чувашского государственного педагогического института им. И. Я. Яковлева, Почётной грамотой Президиума Географического общества СССР за большие заслуги перед советской географией.

## Память
- В деревне Булдеево Цивильского района на доме, где родился Иосиф Илларионов, в 2017 году установлена мемориальная доска[1].